# Лходжаг
Лходжаг (тиб. ལྷོ་བྲག་རྫོང་, Вайли: lho brag rdzong, кит. упр. 洛扎县, пиньинь Luòzhā xiàn, палл. Лочжа сянь) — уезд в городском округе Шаньнань, Тибетский автономный район, КНР. Название уезда в переводе с тибетского означает «южные утёсы» и связано с тем, что уезд находится в южной части Гималаев.

## История
Уезд был создан в 1960 году путём объединения трёх тибетских дзонгов.

## Административное деление
Уезд делится на 2 посёлка и 5 волостей:
- Посёлок Лходжаг (洛扎镇)
- Посёлок Лхаканг (拉康镇)
- Волость Джари (扎日乡)
- Волость Сэ (色乡)
- Волость Шэнггэ (生格乡)
- Волость Бянба (边巴乡)
- Волость Лхаджао (拉郊乡)